# 阿爾蒂利內 (洛佐瓦區)
49°3′25″N 36°9′27″E / 49.05694°N 36.15750°E
阿爾蒂利內（烏克蘭語：Артільне）是位於烏克蘭東部的村莊，由哈爾科夫州洛佐瓦區的洛佐瓦市鎮負責管轄。該村始建於1813年，面積1.15平方公里，海拔高度115米，2001年人口618，人口密度每平方公里535.5人。